# Kinh Tân Lập
Kinh Tân Lập (tên khác: Kinh Ngay) là một con kênh đổ ra Sông Mỹ Thanh. Kênh có chiều dài 424 km và diện tích lưu vực là km². Kinh Tân Lập chảy qua các tỉnh Hậu Giang, Sóc Trăng.